# Blutbad des Schreckens
Blutbad des Schreckens (Originaltitel: Scream Bloody Murder) ist ein früher Splatterfilm, den Marc B. Ray 1973 inszenierte. Der lange Zeit indizierte Film wurde im deutschsprachigen Raum am 21. Dezember 1973 in die Kinos gebracht und wurde auch unter dem Titel Das Höllenmassaker auf Video ausgewertet. Inzwischen ist er als Public Domain frei ansehbar.

## Handlung
Landjunge Matthew überfährt seinen Vater mit dem Mähdrescher und verliert dabei selbst eine Hand. Nach Jahren aus dem Sanatorium entlassen und mit einer Prothese versehen, kommt er zurück nach Hause, wo er dem neuen Liebhaber seiner Mutter vorgestellt wird. Er bringt ihn und seine Mutter um und zieht nun durch die Gegend, immer mehr dem Wahnsinn verfallend. Frauen, die er trifft, ermordet er; dann nimmt er in einer Villa eine Frau als Geisel, die er mit gestohlenen Luxusgegenständen zu beeindrucken versucht. Nachdem er auch sie bei einem Fluchtversuch umgebracht hat, treiben ihn seine Dämonen in den Selbstmord.

## Kritik
„Recht harter und blutiger Horror-Thriller.“ urteilt das Lexikon des internationalen Films. Der Filmdienst fügte hinzu, der Streifen „spekuliere mit seiner blutigen Realistik auf die Sensationslust des Publikums“

## Bemerkungen
Das Berner Obergericht beurteilte den Film 1983 „als eindeutig verrohend und damit strafrechtlich relevant“.